# Nhạc Lãng mạn
Nhạc Lãng mạn (tiếng Anh: romance, tiếng Tây Ban Nha: romance/romanza, tiếng Ý: romanza, tiếng Đức: Romanze, tiếng Pháp: romance, tiếng Nga: романс, tiếng Bồ Đào Nha: romance) là một thuật ngữ nói chung về các tác phẩm Âm nhạc thời kỳ Lãng mạn. Được ứng dụng với những bản ballad tự sự ở Tây Ban Nha, nó được sử dụng ở TK XVIII dành cho những đoạn trữ tình đơn giản và nhạc cụ đơn độc.